# سربهی ۲۹۸۷
سیارک ۲۹۸۷ (به انگلیسی: 2987 Sarabhai، نامگذاری:4583P-L) دو هزار و نهصد و هشتاد و هفتمین سیارک کشف شده‌است که در ۲۴ سپتامبر ۱۹۶۰ کشف شد.
قدر مطلق سیارک برابر ۱۲٫۱۰ است.